# Course d'orientation aux Jeux mondiaux de 2022
Navigation
Wrocław 2017 Chengdu 2025
Les épreuves de course d'orientation des Jeux mondiaux de 2022 ont lieu du 15 au 17 juillet 2022 à Birmingham ; chaque épreuve a lieu dans un site différent : le sprint au Birmingham–Southern College (BSC), la moyenne distance au parc national d'Oak Mountain et le relais au Railroad Park.

## Organisation
La fédération internationale dispose d'un quota de 40 coureurs masculins et 40 féminins.
Les États-Unis, en tant que fédération hôte, auront le droit d'inscrire 2 + 2 coureurs afin de concourir également à l'épreuve de relais.
Les 11 meilleures nations (États-Unis exclus) au classement composé des 3 résultats suivants, auront le droit d'inscrire jusqu'à 2 + 2 participants :
- Championnats du monde de course d'orientation 2021, compétition de sprint (3 juillet 2021)
- Championnats du monde de course d'orientation 2021, compétition relais sprint (4 juillet 2021)
- Championnats du monde de course d'orientation 2021, compétition de moyenne distance (6 juillet 2021)

Des quotas supplémentaires (pour constituer des relais) sont attribués à des fédérations au titre de leur résultats dans les compétitions continentales : Europe, Amérique du Nord (Canada), Asie, Amérique du Sud et Océanie. Une place individuelle est également attribuée dans la mesure du possible à une fédération africaine.
Les champions du monde 2021 de sprint, demi-fond et longue distance auront une place personnelle en plus de l'allocation de leur fédération.
En principe, la liste des places restantes seront basées sur les résultats des Championnats du monde de course d'orientation 2021 et de la Coupe du monde 2021.
| Épreuves                                                  | Hommes | Femmes |
| --------------------------------------------------------- | --- | --- |
| Pays représentés en relais (2+2)                          | Allemagne, Australie, Autriche, Brésil, Canada, Danemark, États-Unis, Estonie, Grande-Bretagne, Hong Kong, Norvège, Pologne, Suède, Suisse, Tchéquie, Ukraine | Allemagne, Australie, Autriche, Brésil, Canada, Danemark, États-Unis, Estonie, Grande-Bretagne, Hong Kong, Norvège, Pologne, Suède, Suisse, Tchéquie, Ukraine |
| Athlètes champions du monde qualifiés individuellement    | Matthias Kyburz Kasper Harlem Fosser Isac von Krusenstierna                                                                                                   | Tove Alexandersson |
| Athlètes qualifiés individuellement quota discrétionnaire | Yannick Michiels Tim Robertson Algirdas Bartekevicius | Sandra Grosberga Eef van Dongen Evely Kaasiku Salma Hassan Abdelaziz Carlotta Scalet-Merl Kristina Ivanova Zsofia Sarkozy                                     |

## Compétition

### Hommes
| Rang               | Athlète                | Temps       | Écart       |
| ------------------ | ---------------------- | ----------- | ----------- |
| Médaille d'or      | Tim Robertson          | 14 min 17 s | -           |
| Médaille d'argent  | Martin Regborn         | 14 min 26 s | +9 s        |
| Médaille de bronze | Tomáš Křivda           | 14 min 29 s | +12 s       |
| 4                  | Kasper Harlem Fosser   | 14 min 32 s | +15 s       |
| 4                  | Matthias Kyburz        | 14 min 32 s | +15 s       |
| 6                  | Joey Hadorn            | 14 min 33 s | +16 s       |
| 7                  | Aston Key              | 14 min 40 s | +23 s       |
| 8                  | Ralph Street           | 14 min 49 s | +32 s       |
| 9                  | Max Peter Bejmer       | 14 min 50 s | +33 s       |
| 10                 | Håvard Eidsmo          | 15 min      | +43 s       |
| 11                 | Vojtech Kral           | 15 min 10 s | +53 s       |
| 12                 | Yannick Michiels       | 15 min 13 s | +56 s       |
| 13                 | Riccardo Rancan        | 15 min 14 s | +57 s       |
| 14                 | Michal Olejnik         | 15 min 15 s | +58 s       |
| 15                 | Tuomas Heikkila        | 15 min 19 s | +1 min 2 s  |
| 16                 | Isac Von Krusenstierna | 15 min 30 s | +1 min 13 s |
| 17                 | Bojan Blumenstein      | 15 min 32 s | +1 min 15 s |
| 17                 | Jannis Bonek           | 15 min 32 s | +1 min 15 s |
| 19                 | Jakob Edsen            | 15 min 33 s | +1 min 16 s |
| 20                 | Otto Kaario            | 15 min 34 s | +1 min 17 s |
| 21                 | Ruslan Glibov          | 15 min 41 s | +1 min 24 s |
| 22                 | Gernot Ymsen           | 15 min 45 s | +1 min 28 s |
| 23                 | Jonny Crickmore        | 15 min 55 s | +1 min 38 s |
| 24                 | Elias Jonsson          | 15 min 56 s | +1 min 39 s |
| 25                 | Algirdas Bartkevicius  | 15 min 58 s | +1 min 41 s |
| 26                 | Colin Kolbe            | 16 min 4 s  | +1 min 47 s |
| 27                 | Damian Konotopetz      | 16 min 26 s | +2 min 9 s  |
| 28                 | Emil Obro              | 16 min 34 s | +2 min 17 s |
| 29                 | Joseph Barrett         | 17 min 5 s  | +2 min 48 s |
| 30                 | Sergei Rjaboskin       | 17 min 11 s | +2 min 54 s |
| 31                 | Bartosz Pawlak         | 17 min 15 s | +2 min 58 s |
| 32                 | Greg Ahlswede          | 17 min 43 s | +3 min 26 s |
| 33                 | Robert Graham          | 18 min 25 s | +4 min 8 s  |
| 34                 | Mason Arthur           | 18 min 28 s | +4 min 11 s |
| 35                 | Tsz Wai Yu             | 18 min 51 s | +4 min 34 s |
| 36                 | Oleksandr Kratov       | 18 min 52 s | +4 min 35 s |
| 37                 | Chun Ho Li             | 19 min 9 s  | +4 min 52 s |
| 38                 | Leandro Nascimento     | 19 min 42 s | +5 min 25 s |
| 39                 | Joacy Dantas De Araujo | 20 min 41 s | +6 min 24 s |

| Rang               | Athlète                | Temps          | Écart        |
| ------------------ | ---------------------- | -------------- | ------------ |
| Médaille d'or      | Kasper Harlem Fosser   | 33 min 45 s    | -            |
| Médaille d'argent  | Matthias Kyburz        | 33 min 52 s    | +7 s         |
| Médaille de bronze | Martin Regborn         | 34 min 42 s    | +57 s        |
| 4                  | Ruslan Glibov          | 36 min 2 s     | +2 min 17 s  |
| 5                  | Gernot Ymsen           | 36 min 30 s    | +2 min 45 s  |
| 6                  | Joey Hadorn            | 36 min 58 s    | +3 min 13 s  |
| 7                  | Isac Von Krusenstierna | 37 min 31 s    | +3 min 46 s  |
| 8                  | Håvard Eidsmo          | 37 min 37 s    | +3 min 52 s  |
| 9                  | Michal Olejnik         | 38 min 2 s     | +4 min 17 s  |
| 10                 | Tomáš Křivda           | 38 min 28 s    | +4 min 43 s  |
| 11                 | Max Peter Bejmer       | 38 min 48 s    | +5 min 3 s   |
| 12                 | Bojan Blumenstein      | 39 min 13 s    | +5 min 28 s  |
| 13                 | Vojtech Kral           | 39 min 15 s    | +5 min 30 s  |
| 14                 | Tim Robertson          | 39 min 35 s    | +5 min 50 s  |
| 15                 | Riccardo Rancan        | 39 min 57 s    | +6 min 12 s  |
| 16                 | Bartosz Pawlak         | 40 min         | +6 min 15 s  |
| 17                 | Jannis Bonek           | 40 min 10 s    | +6 min 25 s  |
| 18                 | Jakob Edsen            | 40 min 19 s    | +6 min 34 s  |
| 18                 | Elias Jonsson          | 40 min 19 s    | +6 min 34 s  |
| 20                 | Yannick Michiels       | 40 min 34 s    | +6 min 49 s  |
| 21                 | Tuomas Heikkila        | 41 min 12 s    | +7 min 27 s  |
| 22                 | Jonny Crickmore        | 41 min 46 s    | +8 min 1 s   |
| 23                 | Algirdas Bartkevicius  | 42 min 50 s    | +9 min 5 s   |
| 24                 | Sergei Rjaboskin       | 43 min 17 s    | +9 min 32 s  |
| 25                 | Colin Kolbe            | 43 min 30 s    | +9 min 45 s  |
| 26                 | Emil Obro              | 44 min 17 s    | +10 min 32 s |
| 27                 | Joseph Barrett         | 44 min 21 s    | +10 min 36 s |
| 28                 | Otto Kaario            | 45 min 11 s    | +11 min 26 s |
| 29                 | Ralph Street           | 45 min 25 s    | +11 min 40 s |
| 30                 | Greg Ahlswede          | 47 min 47 s    | +14 min 2 s  |
| 31                 | Robert Graham          | 49 min 33 s    | +15 min 48 s |
| 32                 | Tsz Wai Yu             | 58 min 52 s    | +25 min 7 s  |
| 33                 | Joacy Dantas De Araujo | 1 h5 s         | +26 min 20 s |
| 34                 | Chun Ho Li             | 1 h17 s        | +26 min 32 s |
| 35                 | Leandro Nascimento     | 1 h27 s        | +26 min 42 s |
| 36                 | Mason Arthur           | 1 h 7 min 52 s | +34 min 7 s  |
| -                  | Oleksandr Kratov       | Abandon        | Abandon      |
| -                  | Damian Konotopetz      | Disqualifié    | Disqualifié  |
| -                  | Aston Key              | Disqualifié    | Disqualifié  |

### Femmes
| Rang               | Athlète                   | Temps       | Écart        |
| ------------------ | ------------------------- | ----------- | ------------ |
| Médaille d'or      | Simona Aebersold          | 14 min 52 s | -            |
| Médaille d'argent  | Tereza Janošíková         | 15 min 18 s | +26 s        |
| Médaille de bronze | Elena Roos                | 15 min 21 s | +29 s        |
| 4                  | Aleksandra Hornik         | 15 min 36 s | +44 s        |
| 5                  | Sofia Ohlsson             | 15 min 37 s | +45 s        |
| 6                  | Ingrid Lundanes           | 15 min 39 s | +47 s        |
| 7                  | Ida Agervig Kristiansson  | 15 min 41 s | +49 s        |
| 8                  | Olena Babych              | 15 min 54 s | +1 min 2 s   |
| 9                  | Victoria Hæstad Bjørnstad | 16 min 2 s  | +1 min 10 s  |
| 10                 | Caroline Gjotterup        | 16 min 15 s | +1 min 23 s  |
| 11                 | Eef Van Dongen            | 16 min 23 s | +1 min 31 s  |
| 12                 | Laura Ramstein            | 16 min 25 s | +1 min 33 s  |
| 13                 | Sandra Grosberga          | 16 min 31 s | +1 min 39 s  |
| 14                 | Cecilie Andersen          | 16 min 40 s | +1 min 48 s  |
| 15                 | Kateryna Dzema            | 16 min 48 s | +1 min 56 s  |
| 16                 | Hanna Wisniewska          | 16 min 57 s | +2 min 5 s   |
| 17                 | Charlotte Ward            | 17 min 2 s  | +2 min 10 s  |
| 18                 | Birte Friedrichs          | 17 min 7 s  | +2 min 15 s  |
| 19                 | Denisa Kosova             | 17 min 18 s | +2 min 26 s  |
| 20                 | Susen Losch               | 17 min 24 s | +2 min 32 s  |
| 21                 | Emma Waddington           | 17 min 25 s | +2 min 33 s  |
| 22                 | Zsofia Sarkozy            | 17 min 46 s | +2 min 54 s  |
| 23                 | Hannula-Katrin Pandis     | 17 min 51 s | +2 min 59 s  |
| 24                 | Alison Crocker            | 17 min 54 s | +3 min 2 s   |
| 25                 | Ylvi Kastner              | 18 min 29 s | +3 min 37 s  |
| 26                 | Cho Yu Lam                | 19 min 20 s | +4 min 28 s  |
| 27                 | Kaste Rutkauskaite        | 19 min 23 s | +4 min 31 s  |
| 28                 | Sigrid Ruul               | 19 min 24 s | +4 min 32 s  |
| 29                 | Milla Key                 | 20 min 13 s | +5 min 21 s  |
| 30                 | Ka Ki Leung               | 20 min 24 s | +5 min 32 s  |
| 31                 | Alison Campbell           | 20 min 44 s | +5 min 52 s  |
| 32                 | Aislinn Prendergast       | 20 min 45 s | +5 min 53 s  |
| 33                 | Maisa Franco Szczypior    | 21 min 16 s | +6 min 24 s  |
| 34                 | Carol Walker              | 23 min 25 s | +8 min 33 s  |
| 35                 | Elaine Lenz               | 23 min 42 s | +8 min 50 s  |
| 36                 | Salma Abo Khaber          | 27 min 42 s | +12 min 50 s |
| -                  | Lina Strand               | Forfait     | Forfait      |

| Rang               | Athlète                   | Temps          | Écart        |
| ------------------ | ------------------------- | -------------- | ------------ |
| Médaille d'or      | Simona Aebersold          | 35 min 12 s    | -            |
| Médaille d'argent  | Sofia Ohlsson             | 35 min 57 s    | +45 s        |
| Médaille de bronze | Ingrid Lundanes           | 39 min 14 s    | +4 min 2 s   |
| 4                  | Victoria Hæstad Bjørnstad | 40 min 16 s    | +5 min 4 s   |
| 5                  | Aleksandra Hornik         | 40 min 51 s    | +5 min 39 s  |
| 6                  | Hanna Wisniewska          | 41 min 19 s    | +6 min 7 s   |
| 7                  | Elena Roos                | 41 min 27 s    | +6 min 15 s  |
| 8                  | Susen Losch               | 42 min 17 s    | +7 min 5 s   |
| 9                  | Tereza Janošíková         | 43 min 20 s    | +8 min 8 s   |
| 10                 | Sandra Grosberga          | 43 min 22 s    | +8 min 10 s  |
| 11                 | Ida Agervig Kristiansson  | 44 min 24 s    | +9 min 12 s  |
| 12                 | Cecilie Andersen          | 45 min 44 s    | +10 min 32 s |
| 13                 | Laura Ramstein            | 46 min 34 s    | +11 min 22 s |
| 14                 | Birte Friedrichs          | 47 min 19 s    | +12 min 7 s  |
| 15                 | Sigrid Ruul               | 47 min 22 s    | +12 min 10 s |
| 16                 | Kateryna Dzema            | 47 min 37 s    | +12 min 25 s |
| 17                 | Zsofia Sarkozy            | 48 min 4 s     | +12 min 52 s |
| 18                 | Hannula-Katrin Pandis     | 48 min 24 s    | +13 min 12 s |
| 19                 | Emma Waddington           | 49 min 17 s    | +14 min 5 s  |
| 20                 | Aislinn Prendergast       | 49 min 59 s    | +14 min 47 s |
| 21                 | Eef Van Dongen            | 50 min 55 s    | +15 min 43 s |
| 22                 | Olena Babych              | 51 min 11 s    | +15 min 59 s |
| 23                 | Alison Crocker            | 52 min         | +16 min 48 s |
| 24                 | Kaste Rutkauskaite        | 54 min 9 s     | +18 min 57 s |
| 25                 | Maisa Franco Szczypior    | 58 min 35 s    | +23 min 23 s |
| 26                 | Elaine Lenz               | 1 h23 s        | +25 min 11 s |
| 27                 | Alison Campbell           | 1 h 2 min 32 s | +27 min 20 s |
| 28                 | Cho Yu Lam                | 1 h 3 min 26 s | +28 min 14 s |
| 29                 | Ka Ki Leung               | 1 h 8 min 16 s | +33 min 4 s  |
| -                  | Milla Key                 | Abandon        | Abandon      |
| -                  | Salma Abo Khaber          | Abandon        | Abandon      |
| -                  | Ylvi Kastner              | Forfait        | Forfait      |
| -                  | Caroline Gjotterup        | Forfait        | Forfait      |

### Mixte
Les femmes débutent et terminent la course tandis que les hommes effectuent les relais intermédiaires.
| Rang               | Pays            | Athlètes                  | Temps       | Total       | Écart       |
| ------------------ | --------------- | ------------------------- | ----------- | ----------- | ----------- |
| Médaille d'or      | Suisse          | Simona Aebersold          | 11 min 58 s | 46 min 2 s  | -           |
| Médaille d'or      | Suisse          | Joey Hadorn               | 11 min 18 s | 46 min 2 s  | -           |
| Médaille d'or      | Suisse          | Matthias Kyburz           | 11 min 8 s  | 46 min 2 s  | -           |
| Médaille d'or      | Suisse          | Elena Roos                | 11 min 38 s | 46 min 2 s  | -           |
| Médaille d'argent  | Norvège         | Victoria Hæstad Bjørnstad | 12 min 5 s  | 46 min 41 s | +39 s       |
| Médaille d'argent  | Norvège         | Håvard Eidsmo             | 11 min 12 s | 46 min 41 s | +39 s       |
| Médaille d'argent  | Norvège         | Kasper Harlem Fosser      | 11 min 11 s | 46 min 41 s | +39 s       |
| Médaille d'argent  | Norvège         | Ingrid Lundanes           | 12 min 13 s | 46 min 41 s | +39 s       |
| Médaille de bronze | Grande-Bretagne | Cecilie Andersen          | 12 min 20 s | 47 min 16 s | +1 min 14 s |
| Médaille de bronze | Grande-Bretagne | Ralph Street              | 11 min 21 s | 47 min 16 s | +1 min 14 s |
| Médaille de bronze | Grande-Bretagne | Jonny Crickmore           | 11 min 36 s | 47 min 16 s | +1 min 14 s |
| Médaille de bronze | Grande-Bretagne | Charlotte Ward            | 11 min 59 s | 47 min 16 s | +1 min 14 s |
| 4                  | Tchéquie        | Denisa Kosova             | 12 min 48 s | 48 min 8 s  | +2 min 6 s  |
| 4                  | Tchéquie        | Vojtech Kral              | 11 min 42 s | 48 min 8 s  | +2 min 6 s  |
| 4                  | Tchéquie        | Tomáš Křivda              | 11 min 31 s | 48 min 8 s  | +2 min 6 s  |
| 4                  | Tchéquie        | Tereza Janošíková         | 12 min 7 s  | 48 min 8 s  | +2 min 6 s  |
| 5                  | Pologne         | Hanna Wisniewska          | 12 min 20 s | 48 min 19 s | +2 min 17 s |
| 5                  | Pologne         | Michal Olejnik            | 11 min 50 s | 48 min 19 s | +2 min 17 s |
| 5                  | Pologne         | Bartosz Pawlak            | 12 min 9 s  | 48 min 19 s | +2 min 17 s |
| 5                  | Pologne         | Aleksandra Hornik         | 12 min      | 48 min 19 s | +2 min 17 s |
| 6                  | Suède           | Lina Strand               | 11 min 53 s | 48 min 48 s | +2 min 46 s |
| 6                  | Suède           | Max Peter Bejmer          | 11 min 25 s | 48 min 48 s | +2 min 46 s |
| 6                  | Suède           | Martin Regborn            | 11 min 10 s | 48 min 48 s | +2 min 46 s |
| 6                  | Suède           | Sofia Ohlsson             | 14 min 20 s | 48 min 48 s | +2 min 46 s |

## Médaillés
| Épreuves         | Or                                                                    | Argent                                                                               | Bronze                                                                              |
| ---------------- | --------------------------------------------------------------------- | ------------------------------------------------------------------------------------ | ----------------------------------------------------------------------------------- |
| Hommes           |                                                                       |                                                                                      |                                                                                     |
| Sprint           | Tim Robertson                                                         | Martin Regborn                                                                       | Tomáš Křivda                                                                        |
| Moyenne distance | Kasper Fosser                                                         | Matthias Kyburz                                                                      | Martin Regborn                                                                      |
| Femmes           |                                                                       |                                                                                      |                                                                                     |
| Sprint           | Simona Aebersold                                                      | Tereza Janošíková                                                                    | Elena Roos                                                                          |
| Moyenne distance | Simona Aebersold                                                      | Sofia Ohlsson                                                                        | Ingrid Lundanes                                                                     |
| Mixte            |                                                                       |                                                                                      |                                                                                     |
| Relais Sprint    | Suisse- Simona Aebersold - Joey Hadorn - Matthias Kyburz - Elena Roos | Norvège- Victoria Hæstad Bjørnstad - Håvard Eidsmo - Kasper Fosser - Ingrid Lundanes | Grande-Bretagne- Cecilie Andersen - Ralph Street - Jonny Crickmore - Charlotte Ward |

## Tableau des médailles
| Rang  | Nation           | Or | Argent | Bronze | Total |
| ----- | ---------------- | -- | ------ | ------ | ----- |
| 1     | Suisse           | 3  | 1      | 1      | 5     |
| 2     | Norvège          | 1  | 1      | 1      | 3     |
| 3     | Nouvelle-Zélande | 1  | 0      | 0      | 1     |
| 4     | Suède            | 0  | 2      | 1      | 3     |
| 5     | Tchéquie         | 0  | 1      | 1      | 2     |
| 6     | Grande-Bretagne  | 0  | 0      | 1      | 1     |
| Total | Total            | 5  | 5      | 5      | 15    |